# Emily Hirst
Emily Hirst (nacida el 9 de julio de 1993 en Vancouver, Columbia Británica) es una actriz canadiense.
Emily hizo sus primeras apariciones en la televisión en la serie "The Twilight Zone" en 2002 y posteriormente consiguió un rol en "X-Men 2" en 2003.
Después apareció en el drama "Desolation Sound", en la cual hizo el papel de Margaret Elliot, este papel le ganó una nominación al Leo Award en 2005. El siguiente año protagonizó "For the Love of a Child" y ganó el premio de 'Young Artists'. También fue nominada por su papel en el capítulo "Frágil" de la serie de televisión Smallville.
En 2007, Hirst apareció en la serie "Spike TV's Blade: The Series" interpretando a una chica vampiro de 200 años de edad llamada Charlotte. Su siguiente rol fue el de Bonnie McHale en el thriller "Mem-o-re" junto a Billy Zane.
Ese mismo año actuó como Mandy Tarr en "Passion's Web and Young Mary in Second Sight". También hizo una breve aparición en un capítulo de Battlestar Galactica. Su siguiente rol fue Alice en una película llamada "The Egg Factory" (renombrada como "Prodigy").
En el 2008 fue elegida para interpretar a Makoto Konno en la versión doblada al inglés del anime japonés in the "The Girl Who Leapt Through Time" junto a Andrew Francis papel por el cual fue nuevamente nominada a un premio 'Young Artists'. También en el 2008 apareció en "Storm Seekers" con Daryl Hannah.
Su trabajo más reciente fue en febrero de 2009 en la película de Lifetime Stranger With My Face junto a Alexz Johnson, Catherine Hicks y Andrew Francis.

## Filmografía
| Año  | Título                          | Papel           | Notas                    |
| ---- | ------------------------------- | --------------- | ------------------------ |
| 2002 | The Twilight Zone               | Niña            | Episodio: "Future Trade" |
| 2002 | X2 (X-Men 2)                    | Niña del helado |                          |
| 2005 | Desolation Sound                | Margaret Elliot |                          |
| 2006 | For the Love of a Child         | Laura           |                          |
| 2006 | Smallville                      | Maddie Van Horn | Episodio: "Frágil"       |
| 2006 | The Girl Who Leapt Through Time | Makoto Konno    |                          |
| 2006 | Blade: The Series               | Charlotte       | 6 episodios              |
| 2006 | Memory                          | Bonnie McHale   |                          |
| 2007 | Passion's Web                   | Mandy Tarr      | Papel secundario         |
| 2007 | Battlestar Galactica: Razor     | Niña enjaulada  |                          |
| 2007 | Second Sight                    | Mary Kaufman    |                          |
| 2008 | Storm Seekers                   | Sarah Stewart   |                          |
| 2008 | The Egg Factory                 | Alice           |                          |
| 2009 | Stranger With My Face           | Alexis Stratton |                          |